# 青木ゆかり (女優)
青木 ゆかり（あおき ゆかり、1968年11月14日 - ）は、日本の元AV女優
茨城県出身。血液型:O型。身長:159cm。スリーサイズ:B84・W60・H87。

## 略歴・人物
『松本君の行く時来る時』（クリスタル映像）でAVデビュー。
デビュー作での名前は「魔羅（まら）」。その後、「青木ゆかり」に改名。以降、アダルトビデオと共に成人映画にも出演した。
1989年頃に引退したもよう。

## 出演作品

### アダルトビデオ
- 松本君の行く時来る時 （1987年、クリスタル映像） ※「魔羅」名義
- 夢極 （1987年、KUKI）
- 姦しの軍団 （1987年、パピヨン）
- 雨合羽女子短大 （1987年、ZAPPA）
- C組の女の子 （1987年、ZAPPA）
- ザ・バトル 3 連射 （1988年、新東宝）
- 男狂い （1988年、アニー）
- 柔らかい凶器 （1988年、新東宝）
- 天下御免 3 （1988年5月12日、VIP）
- ラブ・メモリー （1988年、大陸書房）
- 愛玩志願 （1988年、希宝舎）
- ヰタセクスアリス （1988年、新東宝）
- 淫乱 埋もれる（1988年、フェニックス）
- 制服日記 複合快感 （1988年2月10日、）
- アクメの事典 （1988年12月13日、芳友社）
- 放射能汚染 PART 03 （1989年1月20日、ロイヤル・アート）
- 隷獣バイオレンス （1989年、ビジュアルジャパン）
- 新けいれん （1989年、ロコビジョン）

　他

### 成人映画
- ザ・本番 OL採用試験 （1987年9月26日、にっかつ）
- LEMI レミ （1988年9月17日、新東宝）
- 未亡人SEX戦争 （1988年11月19日、新東宝）
- 危険な制服 （1988年12月24日、エクセスフィルム）
- 白衣の天使 むさぼる太腿 （1989年10月13日、エクセスフィルム）

## 書籍

### 写真集
- さりげなく大人 （1988年12月、大陸書房） - 撮影:山木隆夫
- 薔薇の臥所に （1989年5月、ミリオン出版） - 撮影:堀善郎

### 雑誌
- アップル通信 1988年8月号（表紙）